# Die Musik in Geschichte und Gegenwart

Homepage der MGG Online

Die Enzyklopädie Die Musik in Geschichte und Gegenwart. Allgemeine Enzyklopädie der Musik (MGG) ist aufgrund ihres Umfangs, ihres Inhalts, der Fülle an Forschungsgebieten sowie des Einbezugs zahlreicher Nachbarfächer neben dem New Grove Dictionary of Music and Musicians das weltweit bedeutendste Nachschlagewerk zur Musikgeschichte und Musikwissenschaft. Sie ist in zwei abgeschlossenen gedruckten Ausgaben erschienen und erscheint in einer digitalen, kontinuierlich aktualisierten und an Umfang zunehmenden Ausgabe unter dem Namen MGG Online.
Von Karl Vötterle, dem Gründer des Bärenreiter-Verlags, und Friedrich Blume, Ordinarius für Musikwissenschaft an der Kieler Universität, ins Leben gerufen, erschien die erste Ausgabe von 1949 bis 1986 in insgesamt 17 Bänden (MGG1; Spaltenzählung) beim Bärenreiter-Verlag in Kassel (Nachdruck als Taschenbuch 1989). Bereits 1989 begannen mit dem neuen Herausgeber Ludwig Finscher die Planungen zur zweiten, neubearbeiteten Ausgabe, deren 29 Bände von 1994 bis 2008, nun in Zusammenarbeit mit dem Verlag J.B. Metzler, publiziert wurden (MGG2; Sachteil: 9 Bände, Personenteil: 17 Bände, Supplement und zwei Registerbände; Spaltenzählung). Mit der dritten Ausgabe erfolgte 2016 mit Laurenz Lütteken als Herausgeber der Schritt in die digitale Welt, als Kooperation der beteiligten Verlage mit RILM (Répertoire International de Littérature Musicale) in New York (MGG Online).

## Genese und Ziel
1942 begann Karl Vötterle mit der Planung der MGG und bereits ein Jahr später mit der Erstellung „einer umfassenden Schlagwortkartei“. Als Herausgeber hatte er Friedrich Blume vorgesehen. An diesem Material, das im Juli 1944 aus einem Brand in der Kieler Universität gerettet werden konnte, wurde im Musikwissenschaftlichen Institut der Universität Kiel weitergearbeitet; erst 1948 konkretisierten sich die Pläne, anfangs war ein Erscheinen in Lieferungen, deren erste 1949 herauskam, vorgesehen. Die Umstellung auf Bände erfolgte jedoch ab dem zweiten Band. Der Herausgeber wurde durch eine Schriftleitung unterstützt, der zuerst Anna Amalie Abert und Hans Albrecht angehörten. Ab 1957/58 folgten Wilfried Brennecke (Leiter der Schriftleitung) und Hans Haase. Als Brennecke 1964 nach Köln zum Westdeutschen Rundfunk ging, folgte auf ihn Ruth Blume, die Tochter des Herausgebers.
Das Ziel der Enzyklopädie war es, „sich in einem immer weiter von Krieg und Zerstörung geprägten Umfeld (auch) der musikalischen Kultur zu vergewissern“. Dabei schreckte man nicht davor zurück, die „Widersprüchlichkeiten und Probleme […]“ sowie „Brüche […] und Kontinuitäten“ als Konsequenz der Zeit während und nach dem Krieg in Kauf zu nehmen und dadurch auch einen Neuanfang zu wagen. Im Vorwort zur MGG1 betonte Blume die Vielzahl an „Musikforscher[n] aller Länder“. Die relativ lange Entstehungs- und Publikationszeit erklärt sich aus dem umfangreichen inhaltlichen Volumen und der damit verbundenen Anzahl an Autorinnen und Autoren.
Das am Titel eindeutig erkennbare Vorbild der MGG war, auch wenn Friedrich Blume dieses im Vorwort zum ersten Band von 1951 nicht erwähnte, die Enzyklopädie Die Religion in Geschichte und Gegenwart (RGG). Der Titel Die Musik in Geschichte und Gegenwart verrät Anspruch und Ziel der neuen Enzyklopädie. Es werden darin alle Zusammensetzungen oder Ableitungen des Begriffs „Musik“ vermieden und somit auf das gesamte Spektrum der Musik abgehoben. Integriert wurde die von der RGG verwendete Formulierung „Geschichte und Gegenwart“. Anders jedoch als bei der RGG findet sich der Begriff „Enzyklopädie“ im Untertitel, womit sich die MGG zu rein lexikalischen Unternehmungen abgrenzt. Das Ziel der MGG, die Darstellung von Wissen, welche selbst wieder Wissen hervorbringt, beschrieb Paul Henry Lang später als „horizontsprengend“.

## Ausgaben

### MGG1
Wie Friedrich Blume im Vorwort zum ersten Band der MGG1 schreibt, war der große Umfang der MGG1 absehbar. Es wurde eine bewusst großzügige Lemmatisierung angestrebt. Neben gängigen Sachbegriffen und Personennamen wurden auch zahlreiche neue Stichwörter aufgenommen, die zuvor noch nicht in Nachschlagewerken berücksichtigt worden waren. Dazu gehörten Gattungen, Städte, Länder, Theoretiker, Bereiche der Choral- und Mittelalterforschung, zudem wenig bekannte Personen des Mittelalters und der frühen Neuzeit bis hin zur Volksmusik. Integriert wurden ebenfalls Sachstichwörter aus Nachbardisziplinen wie der Philosophie, der physikalischen Akustik, der Theologie oder der Literaturwissenschaft. Aber auch die Informations- und Forschungslage zu bekannten Personen sollte auf den neuesten Stand gebracht werden, in vielen Fällen quellenkundliche Pionierarbeit. Wegen des langen Erscheinungszeitraums entschloss man sich zu zwei Supplementbänden, deren zweiter bereits nach Blumes Tod erschien, und einem von Elisabeth und Harald Heckmann verantworteten Registerband.
Besondere Bedeutung hatte nicht nur die Lemmatisierung, sondern auch die in Umfang und Anlage der Artikel sich abbildende Hierarchie der einzelnen Einträge. Ergänzt wurden die Artikel um ein ungewöhnlich reichliches Bildmaterial: Allein in den ersten 14 Bänden finden sich 7.100 Abbildungen.
Das immense verlegerische Risiko des Unternehmens konnte nur eingegangen werden, weil von Beginn an eine große Zahl von Subskribenten gewonnen werden konnte. Nach Abschluss des Unternehmens erschien 1989 ein unveränderter Nachdruck im Taschenbuch-Format als Kooperation von Bärenreiter und dtv, der ohne Subskription im freien Verkauf verfügbar war.
Die MGG1 war ein Produkt der Nachkriegszeit, der erste Band erschien noch vor der Wiedererrichtung einer geregelten Staatlichkeit. Neben der sachlichen und logistischen Leistung und Herausforderung war das Unternehmen geprägt von Kontinuitäten zur Vorkriegs- und NS-Zeit (sichtbar an geschönten Selbstbiographien von Musikwissenschaftlern wie etwa derjenigen Wolfgang Boettichers von 1952), aber auch von emphatischen und globalen Neuansätzen (sichtbar etwa am deutlichen Willen, Emigranten einzubeziehen, spektakulär sichtbar am mit 60 Spalten monumentalen Artikel zur Jüdischen Musik von Hanoch Avenary von 1958).
Aufgrund der ersten Entstehungsumstände war eine gewisse Konzentration auf Europa unumgänglich. Dennoch strebte der Herausgeber von Anfang an eine Internationalität, ja Globalität an, was sich ab dem dritten Band, auch wegen allmählich sich stabilisierender Kommunikationswege, deutlich abzeichnet.

### MGG2
Mit der sechsten Auflage des The New Grove Dictionary of Music and Musicians im Jahr 1980 wurde die 1968 inhaltlich abgeschlossene MGG1 zwar nicht obsolet, jedoch war die „Notwendigkeit einer Neufassung“ sehr deutlich geworden. Die Entscheidung, die MGG in einer neuen Ausgabe erscheinen zu lassen, bedeutete zugleich, die Kriegs- und Nachkriegszeit hinter sich zu lassen. Zudem war offensichtlich, dass „die außerordentliche Differenzierung und Spezialisierung des Faches in den [vorhergegangenen] Jahrzehnten […] einen Drang nach erneuter […] Zusammenfassung erzeugt“ hatte. So fasste man in den frühen 1980er-Jahren den Entschluss, die MGG in einer zweiten Ausgabe erscheinen zu lassen, in einer Koproduktion der Verlage Bärenreiter und Metzler, die sich nun zu einer eigenen GbR zusammenschlossen. Ihr Herausgeber war Ludwig Finscher; die Schriftleitung hatte Andreas Jaschinski inne. Zudem war Ruth Blume anfangs konzeptionell beteiligt. Auf Andreas Jaschinski folgte, nach seinem unerwarteten Tod 2005, Ilka Sührig. Unterstützt wurden Herausgeber und Redaktion durch die Fach- und Länderbeiräte, die jeweils auf einen oder mehrere Bereiche spezialisiert waren.
Die wichtigste äußerliche Änderung der zweiten Ausgabe war die Aufteilung in einen Sach- und einen Personenteil. Darüber hinaus wurde das Konzept ganz neu ausgerichtet. So wurde der Anteil umfassender, enzyklopädischer Artikel deutlich erhöht; die Diversifizierung des Faches spiegelte sich im Ausbau der Felder von Musikanthropologie, Popularmusik oder Tanzforschung, ganz besonders aber der Musikethnologie, für die nun ganz neu konzipierte, äußerst umfassende Sachartikel vorgesehen waren. Konzeptionelle Änderungen spiegelten sich aber auch in traditionellen Lemmata, so sollten etwa Epochen nicht nur als solche abgehandelt werden, es ging jetzt um „Darstellungen, die den traditionellen Umgang mit Epochenkonzepten selbst zum Gegenstand der Reflexion machen“. Zudem mussten die historischen Veränderungen der vergangenen 30 Jahre in der Überarbeitung der Artikel Berücksichtigung finden.
Für den Personenteil wurden Artikel, die bereits in der MGG1 aufgenommen worden waren, gekürzt, erweitert oder auch gestrichen. Neue Personenstichwörter wurden hinzugefügt. Dabei kam dem 20. Jahrhundert eine besondere Bedeutung zu – nicht zuletzt durch die nun angestrebte offene Aufarbeitung von politischen Verstrickungen oder sogar Täterschaften. Die neue zweite Ausgabe ersetzt somit nicht die erste, sondern versteht sich als eine Weiterentwicklung und Verlängerung – auch deswegen, weil viele der älteren und neu ersetzten Artikel (etwa im Falle von Epochen) von großer wissenschaftsgeschichtlicher Relevanz sind.
Insgesamt beinhaltet der Sachteil der MGG2 über 1.300 Stichwörter zu Ländern, Regionen, Städten, Quellen, Institutionen, Gattungen, Instrumenten, zur Musikikonographie sowie zu Wechselbeziehungen zwischen Musik und anderen Künsten.
Der Personenteil umfasst über 18.000 Stichwörter zu Komponisten und Komponistinnen, Sängern und Sängerinnen, Interpreten und Interpretinnen, Dichtern und Dichterinnen, Musiktheoretikern, Verlagen, Ensembles, Instrumentenbauern, Librettisten, Philosophen, Musikwissenschaftlern und Musikwissenschaftlerinnen und Regisseuren. Das Supplement greift vor allem aktuelle Entwicklungen der Musikgeschichte und Musikwissenschaft in Artikeln wie Gender Studies, Neue Einfachheit, Klangkunst oder Weltmusik auf.
Über 3.500 Autoren aus über 55 Ländern haben die Artikel verfasst.
Während in der MGG1 zwar jedem Band ein Inhaltsverzeichnis sowie ein Verzeichnis der beteiligten Autoren angehängt wurde (zudem auch Bildnachweise), blieb das Engagement des weitverzweigten Netzes von Ratgebern des Herausgebers verborgen. In der MGG2 hingegen wird der wissenschaftliche Beirat zu Beginn jedes Bandes aufgelistet. Im Umfeld des letzten regulären Bandes haben sich der Herausgeber Ludwig Finscher und der Verlag Bärenreiter getrennt, weswegen der Supplementband von der Schriftleitung, mit Ilka Sührig als Schriftleiterin, herausgegeben wurde. Der Abschluss der MGG2 wurde 2007 während des 18. Kongresses der International Musicological Society feierlich in der Zürcher Universitätsaula begangen; er fand auch außerhalb der Disziplingrenzen große Aufmerksamkeit, sichtbar an einer Reihe von überaus positiven Rezensionen.

### MGG Online
Bereits im Jahr 2000 entstanden „erste Überlegungen zu einer Online-Version“. Die GbR war um einen in digitalen musikwissenschaftlichen Angeboten erfahrenen Partner bemüht, der schließlich mit RILM (Répertoire International de Littérature Musicale) gefunden wurde. Die Schriftleitung der MGG Online ist, wie schon bei der MGG1 und MGG2, beim Bärenreiter-Verlag in Kassel angesiedelt, der technische und vertriebliche Bereich wird von RILM in New York betreut. Neben dem Herausgeber Laurenz Lütteken, der Schriftleiterin Ilka Sührig und der Redaktion gibt es einen Editionsbeirat und einen wissenschaftlichen Beirat. Die wissenschaftlichen Beiräte decken, analog zur MGG2, Jahrhunderte, Länder und verschiedene systematische Bereiche wie etwa Genderforschung, Jazz, Interpreten und Tanz ab.
Die konkreten Vorarbeiten begannen im Jahr 2013; im November 2016 erfolgte der Launch der MGG Online (www.mgg-online.com) auf der Jahrestagung der American Musicological Society in Vancouver. Basis der MGG Online bildet der Stichwortbestand der MGG2, der bereits zum Launch eine Vielzahl an aktualisierten Artikeln und Daten aufwies.
Die MGG Online versteht sich daher nicht einfach als Digitalisierung der MGG2, sondern tatsächlich als neue digitale Enzyklopädie auf der Grundlage der MGG2. Sie ist ein Verlagsprodukt und kann entweder institutionell oder individuell jahresweise subskribiert werden. Die Homepage selbst bietet eine Fülle unterschiedlicher Recherche- und Archivierungsmöglichkeiten, zudem garantieren Artikel des Monats, des Tages sowie Zeitleisten ein dynamisches Erscheinungsbild. Ein Newspost sowie ein Newsletter für die Subskribenten treten als zusätzlicher Service hinzu. Die Benutzeroberfläche ist nicht nur in deutscher, sondern auch in englischer Sprache verfügbar. Zudem können mithilfe des Google-Übersetzungsprogramms die Artikel in 100 Sprachen übersetzt werden. Sämtliche Fassungen eines Artikels (MGG2-Fassung, aktualisierte und/oder neue Fassung[en]) sind verfügbar.
Die MGG Online ist ein „lebendiges“ Produkt, das sich fortwährend verändert, erneuert und erweitert. In jährlichen Update Cycles werden neue Lemmata hinzugefügt (new entry), bestehende Artikel neu verfasst (newly written) oder grundlegend überarbeitet (major update). Hinzu tritt eine große Zahl von kleineren Änderungen (minor revisions), vor allem sichtbar in der kontinuierlichen Aktualisierung von Lebensdaten. Sowohl in den new entries als auch in den newly written articles spiegelt sich die veränderte Forschungslage des Faches, äußerlich sichtbar etwa am erheblichen Ausbau des Bereiches Popularmusik oder Interpreten, aber auch an der völligen Neuausrichtung von Städte- oder Länderartikeln. Die Erweiterung des Stichwortbestandes oder die Neufassung der Lemmata wird in systematischer Zusammenarbeit mit den Mitgliedern des Beirats langfristig geplant.
Die MGG Online ist davon geprägt, die strengen Editionsprinzipien einer wissenschaftlichen Enzyklopädie ins digitale Medium zu überführen. Es geht darum, „die kontrollierte, nachvollziehbare und autorisierte Erzeugung musikalischen Wissens mit klaren Verantwortlichkeiten und mit klaren Abgrenzungen“ sicherzustellen.
Dazu gehören:
- „individuelle Autorschaft mit eindeutig zuzuordnenden Verantwortlichkeiten“
- „sehr klare und ausgefeilte Mechanismen von Kontrolle, Prüfung und Regulierung durch eine Fülle von Kontrollinstanzen (Redaktion, Schriftleitung, Fachbeiräte, Herausgeber)“
- „ordnende Hierarchisierung des Wissens und des Wissbaren“
- „deutlich konturierte Kontexte, verbunden mit stets überschaubaren, jedenfalls nachvollziehbaren Grenzen in Quantität und Standards in Qualität“[13]

Eine Fülle von Mechanismen soll die Einhaltung dieser Editionsprinzipien gewährleisten. Zudem besteht die Möglichkeit einer direkten Fehlermeldung.
Die Zusammenarbeit mit RILM war für die Entstehung der MGG Online ein wichtiger Schritt. RILM ist auf die Konvertierung von Textdaten, den Aufbau von Plattformen und den Vertrieb von Personendaten spezialisiert. In der MGG Online werden die Personendaten mit den Normdaten von RILM wie auch mit denen verschiedener Bibliotheken verknüpft. Die Zusammenarbeit mit RILM ermöglicht außerdem einen Synergieeffekt bei der bibliographischen Recherche.

### Bandaufteilung der 1. Ausgabe
| Band | Stichworte                             | Umfang   | Jahr |
| ---- | -------------------------------------- | -------- | ---- |
| 1.   | Aachen – Blumner                       | 1952 Sp. | 1949 |
| 2.   | Boccherini – Da Ponte                  | 1920 Sp. | 1952 |
| 3.   | Daquin – Fechner                       | 1920 Sp  | 1954 |
| 4.   | Fede – Gesangspädagogik                | 1934 Sp. | 1955 |
| 5.   | Gesellschaften – Hayne                 | 1952 Sp. | 1956 |
| 6.   | Head – Jenny                           | 1884 Sp. | 1957 |
| 7.   | Jensen – Kyrie                         | 1946 Sp. | 1958 |
| 8.   | Laaf – Meytus                          | 1920 Sp. | 1960 |
| 9.   | Mel – Onslow                           | 1940 Sp. | 1961 |
| 10.  | Oper – Rappresentazione                | 1930 Sp. | 1962 |
| 11.  | Rasch – Schnyder von Wartensee         | 1926 Sp  | 1963 |
| 12.  | Schoberlechner – Symphonische Dichtung | 1918 Sp. | 1965 |
| 13.  | Syrinx – Volkstanz                     | 1956 Sp. | 1966 |
| 14.  | Vollerthun – Zyganow                   | 1544 Sp. | 1968 |
| 15.  | Suppl. 1: Aachen – Dyson               | 1900 Sp. | 1973 |
| 16.  | Suppl. 2: Eardsen – Zweibrücken        | 1992 Sp. | 1976 |
| 17.  | Register                               | 832 S.   | 1986 |

### Bandaufteilung der 2. Ausgabe
| Band | Stichworte                 | Umfang     | Jahr      |
| ---- | -------------------------- | ---------- | --------- |
| A    | Sachteil                   | 17.274 Sp. | 1994–1999 |
| 1.   | Aachen – Bogen             | 1644 Sp.   | 1994      |
| 2.   | Bolero – Encyclopedie      | 1778 Sp.   | 1995      |
| 3.   | Engelberg – Hamburg        | 1780 Sp    | 1995      |
| 4.   | Hanau – Kartäuser          | 1810 Sp.   | 1996      |
| 5.   | Kassel – Meiningen         | 1812 Sp.   | 1996      |
| 6.   | Meißen – Musique concrete  | 1844 Sp.   | 1997      |
| 7.   | Myanmar – Quellen          | 1986 Sp.   | 1997      |
| 8.   | Querflöte – Suite          | 2080 Sp.   | 1998      |
| 9.   | Sydney – Zypern            | 2540 Sp.   | 1998      |
| 10.  | Register                   | 732 S.     | 1999      |
| B    | Personenteil               | 29.346 Sp. | 1999–2007 |
| 1.   | Aagard – Baez              | 1620 Sp.   | 1999      |
| 2.   | Bagatti – Bizet            | 1730 Sp.   | 1999      |
| 3.   | Bjelinski – Calzabigi      | 1734 Sp    | 2000      |
| 4.   | Camarella – Couture        | 1778 Sp.   | 2000      |
| 5.   | Covell – Dzurov            | 1808 Sp.   | 2001      |
| 6.   | Eames – Franco             | 1656 Sp.   | 2001      |
| 7.   | Franco – Gretry            | 1600 Sp.   | 2002      |
| 8.   | Gribenski – Hilverding     | 1596 Sp.   | 2002      |
| 9.   | Himmel – Kelz              | 1644 Sp.   | 2003      |
| 10.  | Kemp – Lert                | 1638 Sp.   | 2003      |
| 11.  | Lesage – Menuhin           | 1660 Sp    | 2004      |
| 12.  | Mercadante – Paix          | 1582 Sp.   | 2004      |
| 13.  | Paladilhe – Ribera         | 1628 Sp.   | 2005      |
| 14.  | Riccati – Schönstein       | 1652 Sp.   | 2005      |
| 15.  | Schoof – Stranz            | 1590 Sp.   | 2006      |
| 16.  | Strata – Villoteau         | 1610 Sp.   | 2006      |
| 17.  | Vina – Zykan               | 1612 Sp.   | 2007      |
|      | Register                   | 689 S.     | 2007      |
|      | Supplement für beide Teile | 1208 Sp.   | 2008      |

### Ausgaben im Überblick
- Friedrich Blume (Hrsg.): Die Musik in Geschichte und Gegenwart: allgemeine Enzyklopädie der Musik. Unter Mitarbeit zahlreicher Musikforscher des In- und Auslandes. 17 Bände, Bärenreiter / Metzler, Kassel / Basel / London / New York / Prag / Stuttgart / Weimar 1949–1986, DNB 550439609.
- Friedrich Blume (Hrsg.): Die Musik in Geschichte und Gegenwart: allgemeine Enzyklopädie der Musik. Unter Mitarbeit zahlreicher Musikforscher des In- u. Auslandes. 17 Bände. dtv, München – Bärenreiter, Kassel u. a. 1989, ISBN 3-423-05913-3 (dtv) / ISBN 3-7618-5913-9 (Bärenreiter).
- Friedrich Blume (Hrsg.): Musik in Geschichte und Gegenwart – Allgemeine Enzyklopädie der Musik (= Digitale Bibliothek. Band 60). Directmedia Publishing Berlin 2001, ISBN 3-89853-160-0; 2004, ISBN 3-89853-460-X u. ö. (CD-ROM).
- Ludwig Finscher (Hrsg.): Die Musik in Geschichte und Gegenwart. 29 Bände mit einem Sachteil in 9 Bänden, einem Personenteil in 17 Bänden, einem Supplementband und 2 Registerbänden. 2., neubearbeitete Ausgabe. Bärenreiter – Metzler, Kassel u. a. 1994–2008, ISBN 3-7618-1100-4 (Bärenreiter) / ISBN 3-476-41022-6 (Metzler).
- Laurenz Lütteken (Hrsg.): MGG Online: Die Musik in Geschichte und Gegenwart. Bärenreiter-Verlag Karl Vötterle, Kassel – J. B. Metzler, Part of Springer Nature, Springer-Verlag, Berlin – Répertoire International de Littérature Musicale, New York 2016 ff., ISSN 2510-4284.